# Телос Агапинос
Саранделос (Телос) Агапинос (на гръцки: Σαραντέλος, Σαράντος, Τέλλος Αγαπηνός), известен като капитан Аграс (Άγρας), е офицер от гръцките сухопътни войски и е един главните организатори на Гръцката въоръжена пропаганда в Македония в началото на XX век.

## Биография

### Ранни години
Телос Аграс е роден през 1880 година в Навплио, Гърция, но по произход е от Гаргаляни, Месения, където родът му е играл важна роля в Гръцката война за независимост. Влиза в гръцката военна академия, от където излиза като лейтенант от гръцката армия през 1901 година.
Включва се в дейността на гръцкия македонски комитет след смъртта на Павлос Мелас през 1904 година.
През септември 1906 година влиза в Македония с чета от 14 души. Установява се в близост до Ениджевардарското езеро, където с помощта на богатия търговец Зафирис Логос и Андон Минга от Негуш настъпва в езерото. Местния гъркоманин Гоно Йотов координира действията Аграс и другите капитани. Тогава негов подвойвода е Георгиос Тилигадис. С пристигането си Телос Аграс овладява българската колиба Кука в езерото. Заедно с Панайотис Пападзанетеас действат в западната част на езерото, Константинос Сарос в южната, а Йоанис Деместихас в източната част.
На 14 ноември 1906 година Аграс е тежко ранен при нападение над Жервохор, където под командването на Апостол Петков андартите са отблъснати с общо 9 души жертви. След това Аграс е изпратен на лечение в Солун.
Той продължава с активната си дейност в района, но след няколко месеца сражения здравето му се влошава и се разболява от малария. Кординаторът на гръцките сили Константинос Мазаракис (капитан Акритас) изпраща Аграс в Негуш през април 1907, където започва да набира новобранци към четата на сменилия го Николаос Думбиотис (капитан Аминтас).

### Смърт
Телос Аграс и куриерът му Андон Минга са пленени от чета на ВМОРО и са обесени между селата Владово и Техово на 7 юли 1907 година. Според Христо Силянов, позовавайки се на турски вестник, андартите са пленени след сражение.
Турското издание „Кореспонденц бюро“ от 21 юли 1907 година пише:
| „ | Преди 14 дена е станало едно важно сражение при Владово, Воденска кааза, Солунски вилает; едвам сега станаха известни някои подробности. Гръцката чета от 18 души била нападната от една по-силна българска чета. Трима гърци паднали убити, остатъкът бил пленен. Петима от тях са били изтезавани и убити, а други двама, между които войводата на четата Акритас или Аграс, гръцки офицер, родом от Навплион, са били обесени. Останалите 8 души сѫ били освободени, като им е било внушено да не забравят тая случка, а да я разказват на други. Върху труповете са били намерени бележки, подписани от българския войвода Апостол, със следното съдържание: „В тая местност се говори само български и турски; всички, които разпространяват тук гръцкия език ще споделят същата участ”. | “ |

Според гръцките извори Аграс и Минга са пленени при преговори с Иван Златанов от Голишани, Георги Касапчето от Месимер или Георги Мучитанов - Касапчето и Михаил Хандури. Целта на Аграс е да ги привлече на гръцка страна и да развали българо-влашкия съюз в Ениджевардарско, но вместо това е пленен и по-късно убит.
В Гърция Телос Аграс се смята за мъченик на гръцката въоръжена пропаганда в Македония и един от най-важните и ефективни андартски капитани. Става известен на масовата публика главно с книгата на гръцката писателка Пинелопи Делта „В тайните на блатото“.
В село Техово местни жители чупят носа на статуята на Телос Агапинос. През 2008 година статуите на Андон Минга и Телос Агапинос между Владово и Техово са разрушени от местни жители.

## Галерия
- Дървото на което са обесени Аграс и Минга
- Разрушената статуя на капитан Аграс в Техово
- Аграс ранен в Ениджевардарското езеро
- Аграс (вляво) и Минга (вдясно)